# Cindrof
Cindrof (njemački: Siegendorf, mađarski: Cinfalva) je tržni grad u austrijskoj saveznoj državi Gradišće, administrativno pripada Kotaru Željezno-okolica.  Značajan dio stanovništva grada čine Hrvati.

## Stanovništvo
Cindrof prema podacima iz 2010. godine ima 2.902 stanovnika, 2001. godine je imao 2.720 stanovnika, od čega 1.210 Hrvata, 1.340 Nijemca i 68 Mađara. 1910. godine je imao 1.938 stanovnika većinom Hrvata.

## Poznate osobe
- Tome Parić, austrijski nogometni reprezentativac[1]

## Vanjske poveznice
- Internet stranica naselja